# 979
979 је била проста година.

## Догађаји
- 24. март – Друга битка код Панкалеје: Иберо-византијска експедициона снага, под генералом Вардом Фоком (Млађим), наноси пораз побуњеницима генерала Варда Склира, код Сарвениса (савремена Турска). Склир успева да побегне и налази уточиште код својих муслиманских савезника. Побуна се смирује без потешкоћа.
- Витал Кандијано, дужд Венеције, абдицира из здравствених разлога после 14-месечне владавине и повлачи се у манастир. Наследио га је Трибуно Мемо, зет убијеног Пјетра Кандијана. Трибуно проглашава општу амнестију за све који су саучесници у завери против Пјетра.
- 8. јун – Луј V  је крунисан је као ко-цар Западне Француске у Паризу од свог оца, краља Лотара. Након Лотарове смрти 2. марта 986. Луј постаје једини владар.
- Град Брисел је основао Карло, војвода од Доње Лорене. Он гради утврђења (каструм на острву) на реци Сене (савремена Белгија).
- Јавхар ас-Сикили је смењен као везир Египта након неуспешне кампање у Сирији (близу Дамаска). Замењује га Јакуб ибн Килис.
- Битка на реци Гаолианг: Цар Таи Зонг предводи експедицију у префектуру Иоу (или Иоузхоу). Династија Лиао врши контранападе и побеђује снаге династије Сунг у близини данашњег Пекинга.